# Nokere Koerse 1978
La Nokere Koerse 1978, trentatreesima edizione della corsa, si svolse il 15 marzo per un percorso con partenza ed arrivo a Nokere. Fu vinta dal belga Gustaaf Van Roosbroeck della squadra Ijsboerke-Gios davanti all'olandese Jan Aling e all'altro belga Jos Jacobs.

## Ordine d'arrivo (Top 10)
| Pos. | Corridore              | Squadra                      | Tempo    |
| ---- | ---------------------- | ---------------------------- | -------- |
| 1    | Gustaaf Van Roosbroeck | Ijsboerke-Gios               | 3h55'00" |
| 2    | Jan Aling              | Marc Zeepcentrale-Superia    | a 20"    |
| 3    | Jos Jacobs             | Ijsboerke-Gios               | s.t.     |
| 4    | Roger Verschaeve       | Flandria-Velda-Lano          | a 35"    |
| 5    | Rudy Colman            | Mini-Flat-Boule d'Or-Colnago | s.t.     |
| 6    | Albert Van Vlierberghe | Flandria-Velda-Lano          | a 50"    |
| 7    | Willy Teirlinck        | Renault-Gitane               | a 1'00"  |
| 8    | Dirk Baert             | Carlos-Galli-Alan            | s.t.     |
| 9    | Etienne Van der Helst  | C&A                          | s.t.     |
| 10   | Luc Leman              | Marc Zeepcentrale-Superia    | s.t.     |